# Easydb
easydb ist eine seit 2003 durch das Berliner Unternehmen Programmfabrik GmbH entwickelte, betriebssystemunabhängige, webbasierte Software zur Verwaltung digitaler Medieninhalte (fachsprachlich Assets) wie zum Beispiel Bilder, Videos, Musik und Office-Dateien (Bildverwaltungssoftware). easydb kann zur Eingabe von Assets inklusive ihrer Metadaten bzw. Verschlagwortung, aber auch zur Recherche und Veröffentlichung verwendet werden. Die aktuelle Version 5 ist seit 2017 verfügbar.
easydb wird von Universitäten, Behörden und Unternehmen eingesetzt, häufig als Intranet-Anwendung, aber auch zur Bereitstellung von Inhalten für die Öffentlichkeit.
Anpassungen werden in easydb nicht programmiert, sondern mit dem easydb creator erstellt. Der easydb creator ist ein webbasiertes Werkzeug, mit welchem komplexe Datenmodelle modelliert werden können.

## Technische Daten
- Open-Source-Basiskomponenten: Linux, Apache HTTP Server[2]
- Datenbank-Server: PostgreSQL[2]
- Indexierung: Elasticsearch[2]
- Frontend: HTML5, JavaScript, CoffeeScriptUI[3] und SCSS
- RESTful API über HTML[4]

## Varianten
easydb wird in Varianten in verschiedenen Einsatzgebieten verwendet:
- easydb.digitalasset: Digital Asset Management Software zur Verwaltung, Organisation und Verteilung von digitalen Assets und Verwendungslizenzen.
- easydb.university: Medien- und Metadaten-Repositorium und Diathekssystem zur Unterstützung von Lehre und Forschung an Universitäten und Forschungsinstituten
- easydb.museum: Sammlungsobjektverwaltungssoftware zur wissenschaftlichen Erschließung und Präsentation von Sammlungsobjekten
- easydb.archive: Datenbanksoftware zur Archivierung in Kreis- und Stadtbildstellen sowie Medienzentren, aber auch in klassischen Archiven.
- easydb.individual: Realisierung von individuellen Lösungen zur Organisation von Medien und Metadaten[5]

## Weiterentwicklung
Mit fylr bietet der Hersteller seit 2023 ein Nachfolgeprodukt mit weitgehend ähnlicher Funktionalität an.